# Шавушка
Шаушка, Шауша, Шавушка — хурритская богиня плодородия, войны и исцеления, позднее также принятая в пантеон хеттов.
В результате брака хеттского царя Хаттусили III (1420—1400 до н. э.) с Пудухепой, дочерью верховного жреца Шавушки, эта богиня стала также богиней-покровительницей царя, в связи с чем и были созданы упоминающие её дошедшие до нас тексты.

## Изображение
В хурритской иконографии (оттиски печатей) типичный образ Шавушки — женщина, обнажающая себя, распахивая покрывало.
В хеттской иконографии она изображается в виде женщины с крыльями, стоящей вместе со львом в сопровождении двух спутников. По своему статусу была эквивалентна месопотамской богине Иштар и иногда отождествляется с ней в записях хеттской клинописью.

## Культ
Культовым центром был храм Лавацантия в Киццувадне.
Тексты описывают Шавушку как подобную Иштар — богиню с неоднозначной репутацией, которая содействует супружеской любви, однако порой может превращать любовь в опасное испытание. Рельефы в Язылыкая изображают богиню дважды: на одном она изображена вместе с мужскими божествами, а на другом — вместе с богинями. Согласно хеттским текстам, она одевается как мужчина и как женщина, имеет такие типично мужские атрибуты, как топор и другое вооружение, что ряд исследователей интерпретировали в ключе её андрогинности.
От имени Шавушки, по мнению библеиста Л. Несёловски-Спано, происходит имя библейской героини хеттского происхождения Бат-Шуа / Бат-Шеба (в русской передаче Вирсавия), позднее переосмысленное евреями в рамках еврейской этимологии как «дочь клятвы».
Согласно арменоведу А. Е. Петросяну, ассирийскую царицу Шамирам древнеармянской мифологии можно рассматривать как историзированную версию Шаушки, которая была также известна как «Иштар Ниневийская». Имя хурритской богини в дальнейшем нашло отражение в армянском дендрониме saws — «платан». В древности платан был одним из самых почитаемых деревьев на Армянском нагорье, с ним связан образ древнеармянского мифического патриарха Анушавана Сосанвера, отец и дед которого были связаны с царицей Шамирам.
По мнению В. А. Аракеловой, к Шавушке может восходить Шаша — демоница талышской мифологии (наряду с Алажен), которая пробирается к младенцу на шестой день или шестую ночь от рождения и начинает его душить.